# Geri Nasarski
Gerlind „Geri“ Nasarski (* 1944 in der Nähe von Posen; † 8. Januar 2020) war eine deutsche Fernsehjournalistin. Sie war die erste Chefredakteurin des Ostdeutschen Rundfunks Brandenburg (ORB).

## Leben
Geri Nasarski studierte an der Universität zu Köln Osteuropäische Geschichte,
Slawistik sowie Sozial- und Wirtschaftsgeschichte. 1975 wurde sie bei Günther Stökl promoviert. Anschließend arbeitete sie als wissenschaftliche Assistentin an der Universität des Saarlandes.
Ihre journalistische Laufbahn begann sie 1977 als Redakteurin im ZDF-Landesstudio Berlin, wo sie unter anderem für die Sendung Kennzeichen D arbeitete und Magazinbeiträge über die DDR, Polen und die Sowjetunion realisierte. 1986 ging sie als Korrespondentin des ZDF nach Warschau. 1992 übernahm sie das Amt der Chefredakteurin Fernsehen im neu gegründeten ORB. 1997 wurde sie ORB-Beauftragte für Osteuropa und ARTE. Dort hob sie die mehrfach ausgezeichnete deutsch-polnische Fernsehsendung Kowalski trifft Schmidt (anfangs unter dem Titel Kowalski & Co.) aus der Taufe. Außerdem betreute sie die ORB-Produktionen für den deutsch-französischen Kulturkanal ARTE. Seit 2003 war sie für den rbb tätig, der aus der Fusion von ORB und SFB hervorging. Dort leitete sie zunächst die Fernsehredaktion Mittel- und Osteuropa und ab 2006 den Programmbereich Modernes Leben. 2008 ging Geri Nasarski in den Ruhestand.
Als Polen-Spezialistin veröffentlichte Nasarski zwei Bücher über das Nachbarland. Seit 1993 war sie Mitglied des Komitees zur Verleihung des Deutsch-Polnischen Preises im Auswärtigen Amt und hatte einen Sitz in der Jury des Deutsch-Polnischen Journalistenpreises.
Nasarski hatte zuletzt in Kleinmachnow gelebt.

## Auszeichnungen
Sie wurde mit dem Verdienstorden der Republik Polen (Ritter) und für ihr europapolitisches Engagement mit einer Europa-Urkunde des Landes Brandenburg geehrt. 1995 erhielt sie zusammen mit Wolfgang Drescher den Adolf-Grimme-Preis für Chronik der Wende.

## Werke
- Gerlind Nasarski: Osteuropavorstellungen in der konservativ-revolutionären Publizistik. Analyse der Zeitschrift „Deutsches Volkstum“ 1917–1941. Lang, Bern 1972.
- Geri Nasarski: Noch ist Polen nicht verloren. Die Tragödie einer stolzen Nation. Verlag Fritz Molden, München 1982, ISBN 978-3-217-01235-6.